# Claude Ménard
Arsène Claude Ménard (Montrésor, 14 novembre 1906 – Amboise, 2 settembre 1980) è stato un altista francese.
Nel 1928 prese parte ai Giochi olimpici di Amsterdam conquistando la medaglia di bronzo nel salto in alto alle spalle degli statunitensi Benjamin Hedges e Bob King, che vinse la gara con 1,94 m, 3 cm in più rispetto al salto di Ménard.
Nel 1932 tornò ai Giochi di Los Angeles, ma arrivò in nona posizione con 1m85 m.

## Palmarès
| Anno | Manifestazione  | Sede        | Evento        | Risultato | Prestazione | Note |
| ---- | --------------- | ----------- | ------------- | --------- | ----------- | ---- |
| 1928 | Giochi olimpici | Amsterdam   | Salto in alto | Bronzo    | 1,91 m      |      |
| 1932 | Giochi olimpici | Los Angeles | Salto in alto | 9º        | 1,85 m      |      |